# Serge Berna
Pour les articles homonymes, voir Berna.
Serge Berna est un écrivain, peintre, poète et voyou français, né à Venise le 13 juin 1924, d'Adrien Berna et Alma Salani, connu principalement pour avoir été le principal instigateur du « Scandale de Notre-Dame » en 1950 et l'un des quatre fondateurs de l'Internationale lettriste en 1952, mouvement précurseur de l'Internationale situationniste.

## Jeunesse et débuts
Devançant l'appel de sa classe, il s'engage  en 1944 à Metz pour servir comme engagé volontaire jusqu'à la fin de la guerre. Rendu à la vie civile, on le retrouve à Paris, dans un grenier de la rue Xavier-Privas, vivant d'expédients au milieu de la bohème littéraire et artistique de Saint-Germain-des-Prés. Tout en commençant à publier quelques poèmes, il est condamné une première fois en 1949 à six mois de prison avec sursis pour vol de livres et fonde à l'automne avec quelques comparses le Club des Ratés qui organise le 16 mars 1950, en l'hôtel des Sociétés savantes, son « Grand Meeting des Ratés » avec notamment Jacques Patry (Michel Mourre), ancien Dominicain, Maurice-Paul Comte, individu (et par ailleurs directeur des cahiers littéraires Osmose), Madeleine Auerbach et Serge Berna, « syphilitique de gauche ». De cette soirée va découler l'organisation, autour de quelques jeunes lettristes (Ghislain Desnoyers de Marbaix, Jean-Louis Brau, Claude-Pierre Matricon, Jean Rullier, de ce Scandale de Notre-Dame au retentissement médiatique mondial.

## Le Scandale de Notre-Dame
Évènement de portée internationale, cette manifestation radicale constitue l'acmé du climat d'agitation insufflé par la frange la plus avancée des troupes lettristes agrégées derrière Isidore Isou dans le cadre du mouvement lettriste qu'il a initié au lendemain de la guerre 1939-1945. L'idée en aurait donc germé quelque temps auparavant, lors de ce «Grand Meeting des Ratés», où, à l'invitation notamment de Serge Berna, étaient conviés les «incapables, inutiles, oisifs, va-nu-pieds».
Le scandale lui-même est organisé avec Ghislain de Marbaix, Jean Rullier et Michel Mourre, mais c'est Berna qui rédige, sur une table du café Mabillon (Paris VIe), le discours inouï où un nietzschéisme radical le dispute à un athéisme exalté déclamé par Michel Mourre le dimanche 9 avril 1950, jour de Pâques en la cathédrale Notre-Dame de Paris, en pleine messe.
Déguisé en dominicain et accompagné par Berna et leurs deux complices faisant office de gardes du corps, Mourre monte en chaire pour y annoncer « la mort du Christ-Dieu pour qu'enfin vive l'Homme », interrompu avant la fin du discours par les grandes orgues. Ils échappent au lynchage par la foule grâce à l'intervention de la police, qui les conduit au commissariat du quartier Saint-Gervais.
L'Adresse de Notre-Dame
Aujourd’hui, jour de Pâques en l’Année sainte,
Ici, dans l’insigne Basilique de Notre-Dame de Paris,
J’accuse
l’Église Catholique Universelle du détournement mortel de nos forces vives en faveur d’un ciel vide ;
J’accuse
l’Église Catholique d’escroquerie ;
J’accuse
l’Église Catholique d’infecter le monde de sa morale mortuaire,
d’être le chancre de l’Occident décomposé.
En vérité je vous le dis : Dieu est mort.
Nous vomissons la fadeur agonisante de vos prières,
car vos prières ont grassement fumé les champs de bataille de notre Europe.
Allez dans le désert tragique et exaltant d’une terre où Dieu est mort
et brassez à nouveau cette terre de vos mains nues,
de vos mains d’orgueil,
de vos mains sans prière.
Aujourd’hui, jour de Pâques en l’Année sainte,
Ici, dans l’insigne Basilique de Notre-Dame de France,
nous clamons la mort du Christ-Dieu pour qu’enfin vive l’Homme.
Dans un texte dactylographié remis à Henry de Béarn, Serge Berna s'est expliqué, dans un style mêlant exaltation et poésie, sur les motivations de cette équipée pleinement assumée le concernant, même si Michel Mourre s'en démarquera ensuite. D'ailleurs, dans la continuité de cet anticléricalisme radical, il récidive le dimanche 18 juin 1950 en compagnie d'un petit groupe de lettristes dont Albert-Jules Legros et Gil J Wolman et se voit de nouveau arrêté pour entrave à la liberté de culte pour avoir troublé une cérémonie à laquelle assistait Mgr Feltin à l’Œuvre des Orphelins d’Auteuil. Remis, conformément à la loi, en liberté provisoire après cinq jours de détention préventive, il est dans un premier temps condamné à quatre mois de prison et 6 000 francs d'amende. Ce jugement ayant été prononcé par défaut en raison de son incarcération à Rome pour avoir manifesté contre les cortèges de pèlerins venus pour l'Année Sainte,, il est, ayant fait opposition, finalement condamné par la 14e chambre correctionnelle de Paris à 10 jours de prison et 10 000 francs d'amende pour rébellion à agent.
Il participe ensuite aux récitals lettristes donnés en octobre et décembre, notamment à la Rose rouge et au premier numéro de la revue Ur (décembre 1950),. Le 16 décembre 1950, au cours d'une tournée de conférences sur le lettrisme, il est arrêté à Béziers pour vol d'une serviette contenant de l'argent et reçoit le soutien du groupe surréaliste au travers d'une souscription. Finalement libéré, le 7 septembre 1951, de retour d'un séjour à Bruxelles où il a rencontré Marcel Mariën et René Magritte, fortement impressionnés par l'épisode de Notre-Dame de 1950, il est arrêté et incarcéré à Fresnes à la suite du jugement par défaut pour rébellion lors du scandale de l'orphelinat des Apprentis d'Auteuil et libéré au bout de ses 10 jours de condamnation.

## L'Internationale lettriste
Alors qu'il vient d'arriver à Paris à l'automne 1951 pour se mêler aux lettristes dont il a fait connaissance lors du Festival de Cannes en avril précédent, le jeune Guy-Ernest Debord noue vite contact dans les nombreux cafés de Saint-Germain-des-Près qu'ils fréquentent tous deux avec Serge Berna, dont, alors qu'il était encore lycéen à Cannes, il avait eu connaissance, par la presse et les informations que lui faisait parvenir son ancien camarade de classe Hervé Falcou depuis Paris, des faits d'armes passés qui l'avaient durablement impressionné.
Ils figurent ensemble au sommaire de l'unique numéro de la revue lettriste Ion, N° Spécial sur le cinéma qui paraît en avril 1952 avec le premier scénario (avec images) du film de Debord Hurlements en faveur de Sade et l'article « Jusqu'à l'os » de Berna, et enregistrent tous deux en ce même mois d'avril la première partie d'un projet d'émission radiophonique, Les environs de Fresnes. Le 17 juin, Serge Berna enregistre une des voix de la bande-son du film de Debord, à présent sans image, qui sera projeté une première fois au ciné-club d'Avant-Garde du musée de l'Homme le 30 (séance interrompue au bout de dix minutes) puis en intégralité le 13 octobre au ciné-club du Quartier latin, dans la salle des Sociétés savantes.
Le 29 octobre 1952, il est partie prenante de la première manifestation publique de l'Internationale lettriste fondée « arbitrairement » par Debord et Gil J Wolman à Bruxelles en juin, avec l'attaque de la conférence de presse tenue à l'hôtel Ritz par Charlie Chaplin pour la sortie de son film Les Feux de la rampe avec diffusion du tract  Finis les pieds plats cosigné par Debord, Wolman, Berna et Jean-Louis Brau, pour l'I.L.. Désavoués publiquement dans Combat par Isidore Isou, les quatre adressent à ce journal un droit de réponse Position de l'Internationale lettriste qui ne sera pas publié
Le 7 décembre 1952, en compagnie de Guy Debord, Jean-Louis Brau et Gil Joseph Wolman, il participe à Aubervilliers, à la première conférence de l’Internationale lettriste dont le document final, consigné sur une feuille, est déchiré puis introduit dans une bouteille jetée dans le canal Saint-Denis. Jean-Louis Brau la repêche le lendemain. Peu après, au matin du 26 décembre, Berna est arrêté à son domicile afin de purger une peine de prison de six mois prononcée assortie de sursis en 1949 pour vol de livres. Il est incarcéré au fort de Cormeilles-en-Parisis sous le matricule no 2797.
Libéré le 12 mai suivant, il fait publier en juin 1953 à Paris, aux éditions Arcanes, collection « Voyants » sous le titre Vie et mort de Satan le feu suivi de Textes mexicains pour un nouveau mythe et en les préfaçant, 43 feuillets de notes et fragments d’Antonin Artaud retrouvés dans un grenier et datant de 1935-1936 rachetés à un chiffonnier en 1952. À la suite de cette opération, il est exclu de l'Internationale lettriste en juin 1953 pour "suspicion de déviation vers la littérature".

## Éloignement graduel de Paris, reconversion, disparition
Fin décembre 1953, il entame un voyage en Algérie où il donne des conférences « sur tout » et le  10 mars 1954, jugé à nouveau par défaut en appel sur l'affaire de l'orphelinat des Apprentis d'Auteuil, le jugement initial est confirmé, mais la peine est effacée du fait de la loi du 6 août 1953 portant amnistie des délits commis avant 1951 par les engagés volontaires de la guerre 39-45. Après cela, il paraît s’éloigner graduellement du milieu artistique de Saint-Germain-des-Prés.
Début 1955, il publie une nouvelle revue En marge, La revue des refus, Pour une nouvelle participation, mais échoue à trouver des collaborations pour la sortie d'un second numéro. Á partir de 1956, il s'oriente vers la création picturale dont cependant il ne subsiste aucune trace aujourd'hui à ce jour. D'avril à juillet 1959, il séjourne dans le Midi et on le retrouve partageant l’affiche d'une exposition intitulée Nouvelle École de Paris : Berna, Brau, Wolman au Salon des Arts de La Garde-Freinet (Var). Il présente ensuite ses oeuvres dans un bistrot de Saint-Tropez puis à Grimaud en septembre. Le 17 novembre 1959, il est arrêté sous diverses accusations à Saint-Tropez. Incarcéré à Draguignan, il est condamné le 7 décembre 1960 à trente mois d'incarcération, ramenés à vingt-quatre. Il est transféré à Marseille aux Baumettes le 5 avril 1961 d'où il écrit à André Breton le 19 une lettre qui constitue sa dernière trace identifiable, avant d'être libéré le 19 novembre 1961 à huit heures du matin sans plus jamais faire parler de lui.

## Publications, revues, contributions cinématographiques
- "Cri", poème paru dans la revue Janus, cahiers mensuels bilingues de la jeune poésie française et américaine, no 1, mars 1950.
- Ratés, carton d'invitation au "Grand Meeting des ratés", organisé par Berna, et signé avec Maurice-Paul Comte, Jacques Patry [Michel Mourre] et Madeleine Auerbach, Paris, 8 rue Serpente, 15 mars 1950.
- "Du léger décalage qu’il y a entre le Tam du cœur et son écho aux tempes" et "Un nommé Berna Serge, né à…" , parus dans la revue lettriste Ur, no 1, décembre 1950. (Cf. Visages de l'avant-garde, 1953. Jean-Paul Rocher éditeur, Paris, 2010 ; nouvelle édition revue et augmentée, La Nerthe, Toulon, 2020.)
- Février 1952 : Berna répond à l’enquête de la revue Le Soleil noir Positions, no 1, "La révolte en question" (qui porte en bandeau : « Ceci est un effort pour comprendre Camus », qui l’année précédente avait publié L'Homme révolté) : « 1) La condition d’homme révolté se justifie-t-elle ? 2) Quelle serait, d’après vous, la signification de la révolte face au monde d’aujourd’hui ?" Sa réponse, qui revient assez brièvement sur le scandale de Notre-Dame, porte le titre "Comment ? » et paraît dans la rubrique « Témoignages ».
- "Jusqu'à l'os", paru dans la revue lettriste ION, centre de création, numéro spécial sur le cinéma, no 1, avril 1952.
- Contribution vocale au film de Guy Debord, Hurlements en faveur de Sade, juin 1952.
- Tract La Nuit du cinéma où est annoncé le film en cours de préparation de Berna, Du léger rire qu'il y a autour de la mort (1952).
- Les jeux de l'Amour et du Hasard, fragments d'un roman-film influentiel, postérieur au 18 octobre 1952, 70 p., in Serge Berna, Écrits et documents édition établie et annotée par Jean-Louis Rançon, Paris, Éditions du Sandre, 2024.
- Tract contre Charlie Chaplin, Finis les pieds plats, 29 octobre 1952, cosigné avec Jean-Louis Brau, Guy Debord et Gil J Wolman.
- Préface à Antonin Artaud, Vie et mort de Satan le feu, suivi de Textes mexicains pour un nouveau mythe, Paris, Arcanes, juin 1953. La couverture porte la mention : « Manuscrit retrouvé et préfacé par Serge Berna ».
- En marge. La revue des refus. Pour une nouvelle participation. Rédacteur : Serge Berna. 1re année. no 1, janvier-février 1955, Paris, Galerie de la Huchette (seul numéro paru).
- En août 1959, il participe avec Jean-Louis Brau et Gil J Wolman à une exposition intitulée « Nouvelle école de Paris : Berna, Brau, Wolman » au Salon des arts à La Garde-Freinet (Var).
- Dans le fonds André Breton conservé par la Bibliothèque littéraire Jacques-Doucet se trouve une lettre autographe de Serge Berna de trois pages adressée de Marseille le 19 avril 1961 à André Breton (cote BRT C Sup 75 ; sujet : Marseille).
- Frédéric Acquaviva, Lettrist Corpus Tome I : The Complete Magazines, OEI, Stockholm, 2021, 512 p. (french / english, with contributions by Serge Berna).
- Frédéric Acquaviva, Gil J Wolman / Guy Ernest Debord, l'un n'exclut pas l'autre", Loeve&Co, 2022, with a photo of Serge Berna.
- Frédéric Acquaviva, Lettrist Corpus Tome II : Ephemera, Rue Visconti - YFB, 2023, 512 p. (french / english, with contributions by Serge Berna)
- Serge Berna, Écrits et documents, édition établie et annotée par Jean-Louis Rançon, Paris, Éditions du Sandre, 2024  (ISBN 978-2-35821-154-3). Ce volume rassemble tous les écrits connus de Serge Berna parus en revues, ainsi que son roman-film influentiel et quelques correspondances inédites.